# Gerhard Weilandt

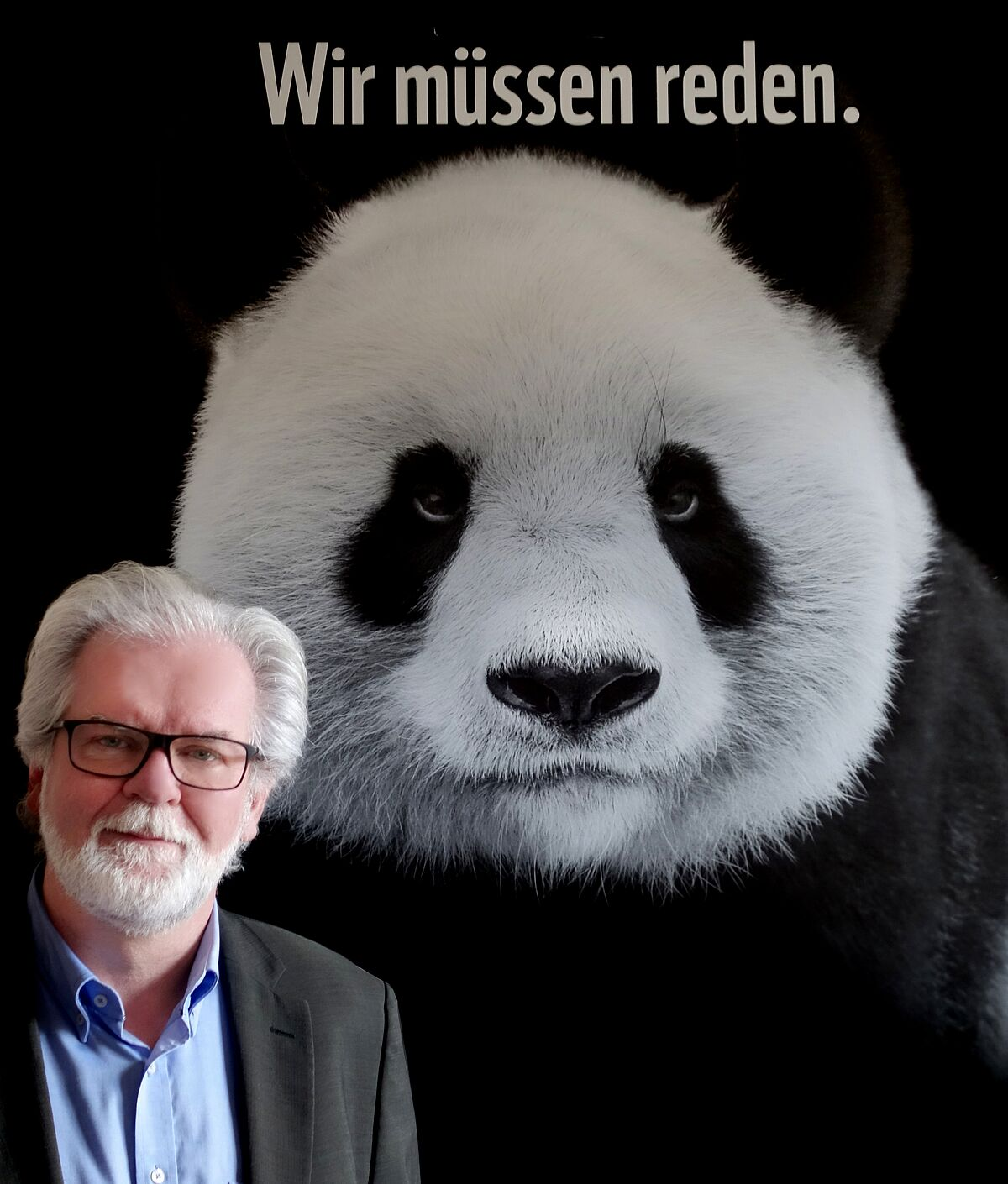
Gerhard Weilandt in seinem Büro an der Universität Greifswald

Gerhard Weilandt (* 1957 in Hagen) ist ein deutscher Kunsthistoriker und Hochschullehrer.

## Leben
Gerhard Weilandt wurde in Hagen (Westf.) geboren. Nach seinem Schulbesuch in Duisburg studierte er bis 1983 Geschichte und Kunstgeschichte an der Universität Bonn und an der Universität München. Danach schloss sich eine von der Studienstiftung des Deutschen Volkes geförderte Promotion zum Thema „Geistliche und Kunst. Ein Beitrag zur Kultur der ottonisch-salischen Reichskirche und zur Veränderung künstlerischer Traditionen im späten 11. Jahrhundert“ bei Rudolf Schieffer im Fach Geschichte in Bonn an, die 1989 abgeschlossen wurde.
Von 1990 bis 1994 arbeitete er als DFG-Stipendiat am Württembergischen Landesmuseum Stuttgart in dem Forschungs- und Ausstellungsprojekt „Die Ulmer Kunst um 1500“ und war Redakteur und Mitautor am Ausstellungskatalog „Meisterwerke massenhaft. Die Bildhauerwerkstatt des Niklaus Weckmann und die Malerei in Ulm um 1500“. Danach wandte er sich ganz der Kunstgeschichte zu und arbeitete von 1995 bis 2004 als wissenschaftlicher Angestellter an dem DFG-Projekt „Fränkische Tafelmalerei. Die Werkstätten von Hans Pleydenwurff und Michael Wolgemut“ unter Robert Suckale.
Im Jahr 2004 erfolgte die Habilitation an der Technischen Universität Berlin im Fach Kunstgeschichte mit der Schrift „Die Sebalduskirche in Nürnberg. Bild und Gesellschaft im Zeitalter der Gotik und Renaissance“. Es folgten 2004–05 und 2007–08 Gastprofessuren an der Karl-Franzens-Universität Graz und 2008/09 eine Vertretungsprofessur an der Universität Kassel. 2009 war er Gastforscher am Geisteswissenschaftlichen Zentrum Geschichte und Kultur Ostmitteleuropas (GWZO) an der Universität Leipzig und übernahm im selben Jahr eine Vertretungsprofessur an der Universität Heidelberg. Im Juni 2009 erhielt er den Ruf auf den Lehrstuhl für Kunstgeschichte der Ernst-Moritz-Arndt-Universität Greifswald, den er zum Sommersemester 2011 annahm. 2023 ging Weilandt in den Ruhestand.
Seine Schwerpunkte in Forschung und Lehre sind Architektur, Malerei und Skulptur des Mittelalters und der Frühen Neuzeit, ottonische Kunst, Sozialgeschichte der Kunst, Künstlerwerkstatt der Spätgotik, Stadttopographie, Bildfunktionen und Sakraltopographie, Kunstgeschichte des Ostseeraums und digitale Kunstgeschichte.

## Schriften (Auswahl)
- Wer stiftete den Hitda-Codex (Darmstadt, Hess. Landes- und Hochschulbibliothek, Cod. 1640)? Ein Beitrag zur Entwicklung der ottonischen Kölner Buchmalerei. In: Annalen des historischen Vereins für den Niederrhein 190 (1987), S. 49–83.
- War der ältere Sürlin Bildhauer? In: Jahrbuch der Staatlichen Kunstsammlungen in Baden-Württemberg 28 (1991), S. 37–54.
- Geistliche und Kunst. Ein Beitrag zur Kultur der ottonisch-salischen Reichskirche und zur Veränderung künstlerischer Traditionen im späten 11. Jahrhundert (= Beihefte zur zum Archiv für Kulturgeschichte. Band 35). Köln 1992, ISBN 3-412-08892-7.
- mit Claudia Lichte: Prachtvoll und wandelbar. Entstehung und Funktion von Flügelretabeln im Mittelalter. Stuttgart 1994, ISBN 3-929055-30-9.
- Der wiedergefundene Vertrag Jörg Syrlins des Älteren über das Hochaltarretabel des Ulmer Münsters. Zum Erscheinungsbild des frühesten holzsichtigen Retabels. In: Zeitschrift für Kunstgeschichte 59 (1996), S. 437–460.
- mit Anna Moraht-Fromm (Hrsg.): Unter der Lupe. Neue Beiträge zur Skulptur und Malerei des Hoch- und Spätmittelalters. Festschrift für Hans Westhoff zum 60. Geburtstag. Ulm 2000.
- Alltag einer Küsterin – Die Ausstattung und liturgische Nutzung von Chor und Nonnenempore der Nürnberger Dominikanerinnenkirche nach dem unbekannten „Notel der Küsterin“ (1436). In: Anna Moraht-Fromm (Hrsg.): Kunst und Liturgie. Choranlagen des Spätmittelalters – ihre Architektur, Ausstattung und Nutzung. Ostfildern 2003, S. 159–187.
- Die Sebalduskirche in Nürnberg. Bild und Gesellschaft im Zeitalter der Gotik und Renaissance (= Studien zur internationalen Architektur- und Kunstgeschichte. Band 47). Imhof Verlag, Petersberg 2007, ISBN 3-86568-125-5.
- Die leere Mitte. Das Langhaus mittelalterlicher Kirchen als Ort von Predigt, Totenfeier und Ablasshandel. In: Norbert Nußbaum (Hrsg.): Die gebrauchte Kirche. Symposium und Vortragsreihe anlässlich des Jubiläums der Hochaltarweihe der Stadtkirche Unserer Lieben Frau in Friedberg (Hessen) 1306–2006 (= Arbeitshefte des Landesamtes für Denkmalpflege Hessen. Band 15). Stuttgart 2010, S. 111–126.
- Zentrum der Kathedrale – Das Kaisergrab Heinrichs II. und seiner Frau Kunigunde im Bamberger Dom während des Mittelalters. In: Jahrbuch der Bayerischen Denkmalpflege 64/65 (2010/11), S. 57–74.
- Früher Realismus im 15. Jahrhundert? Einige Überlegungen zur deutschen Malerei an der Schwelle der Neuzeit. In: Jiří Fajt, Markus Hörsch (Hrsg.): Vom Weichen über den Schönen Stil zur Ars Nova Neue Beiträge zur europäischen Kunst zwischen 1350 und 1470 (= Studia Jagellonica Lipsiensia. Band 19). Wien/Köln/Weimar 2018, S. 231–242.
- mit Kaja von Cossart (Hrsg.): Die Ausstattung des Doberaner Münsters. Kunst im Kontext (= Edition Mare Balticum. Band 2). Imhof Verlag, Petersberg 2018, ISBN 3-7319-0176-5.
- Der Schöne Brunnen auf dem Nürnberger Hauptmarkt. Bildprogramm und Bedeutung. In: Julia Lehner (Hrsg.): Politik. Macht. Kultur. Nürnberg und Lauf unter Kaiser Karl IV. und seinen Nachfolgern (= Schriften des Kulturreferats der Stadt Nürnberg. Band 5). Nürnberg 2019, S. 115–137.
- Nürnberger Fensterstiftungen des späten Mittelalters als Zeugnisse adelsgleichen familiären Selbstverständnisses. In: Wolfgang Augustyn, Andrea Worm (Hrsg.): Visualisieren – Ordnen – Aktualisieren. Geschichtskonzepte des Mittelalters und der Frühen Neuzeit im Bild (= Veröffentlichungen des Zentralinstituts für Kunstgeschichte in München. Band 52). Passau 2020, S. 169–186.
- Ezechiels Vision und die Skulpturen der Älteren Werkstatt (= Der Bamberger Dom als Heilsgeschichtsraum. Band 1). Imhof Verlag, Petersberg 2022.